# 21814 Shanawolff
21814 Shanawolff (1999 TQ27) là một tiểu hành tinh vành đai chính được phát hiện ngày 3 tháng 10 năm 1999 bởi Nhóm nghiên cứu tiểu hành tinh gần Trái Đất phòng thí nghiệm Lincoln ở Socorro.